# 2次元レーダー

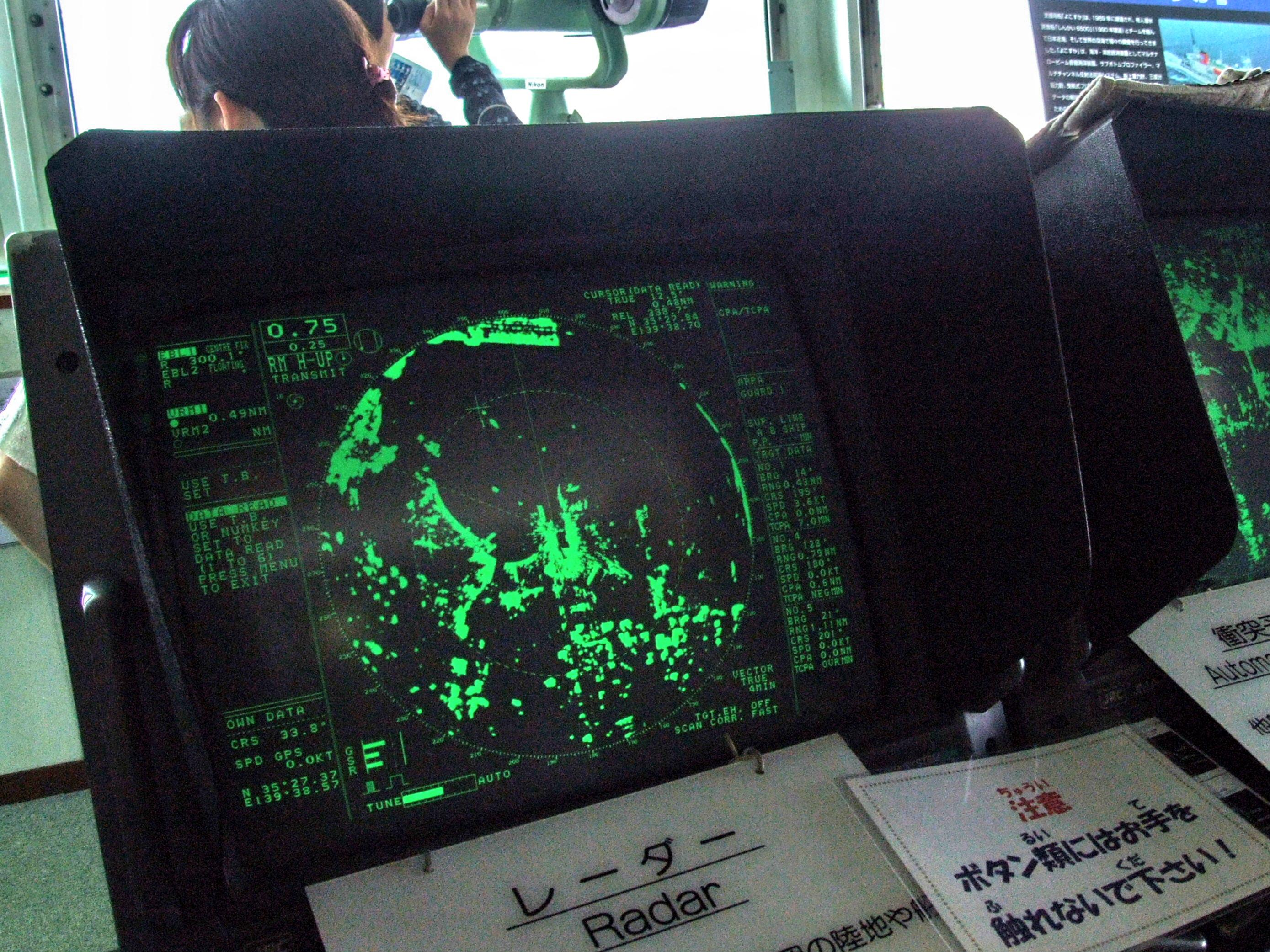
潜水調査船よこすかの航海・水上捜索レーダー

2次元レーダー（にじげんレーダー）とは、ファン・ビーム（扇状の電子ビーム）を発信することで、距離のほかは、方角あるいは高度のどちらかを走査する一次レーダー。距離・方角を走査する対空2次元レーダーでは、探知した航空機の高度は測定することができず、高度測定には、別途、測高レーダーを用いる必要がある。これに対して、同時に高度を測定するレーダーは3次元レーダーと呼ばれる。
空港で稼動するASR (airport surveillance radar) や航海・水上捜索レーダーは、2次元レーダーである。